# Manchester terrier miniatura
El Manchester terrier miniatura o Toy Manchester Terrier es una raza de perro miniatura tipo terrier creado en Estados Unidos a partir del Manchester terrier. 
El American Kennel Club lo considera dentro del grupo de Perros miniatura y el Canadian Kennel Club en el de Terriers, pero ni la Federación Cinológica Internacional ni The Kennel Club reconocen esta variedad miniatura del Terrier de Mánchester.

## Razas similares
Se considera al llamado "English Toy Terrier (Black and Tan)" la misma raza que el "Toy Manchester Terrier", aunque el tamaño preferido del primero es ligeramente menor que el del segundo. Además, el English Toy Terrier debe tener las orejas más anchas.
El Pinscher miniatura alemán es otro perro que asemeja a primera vista al Toy Manchester Terrier, aunque tienen diferencias puesto que descienden de ancestros con poco en común.
El Perro miniatura ruso es otra raza similar creada a partir de antiguos "English Toy Terrier". Se encuentran en varios colores, no sólo negro y cobre, lo que indica la presencia de otras razas.